# Quartier de la Porte-Saint-Denis

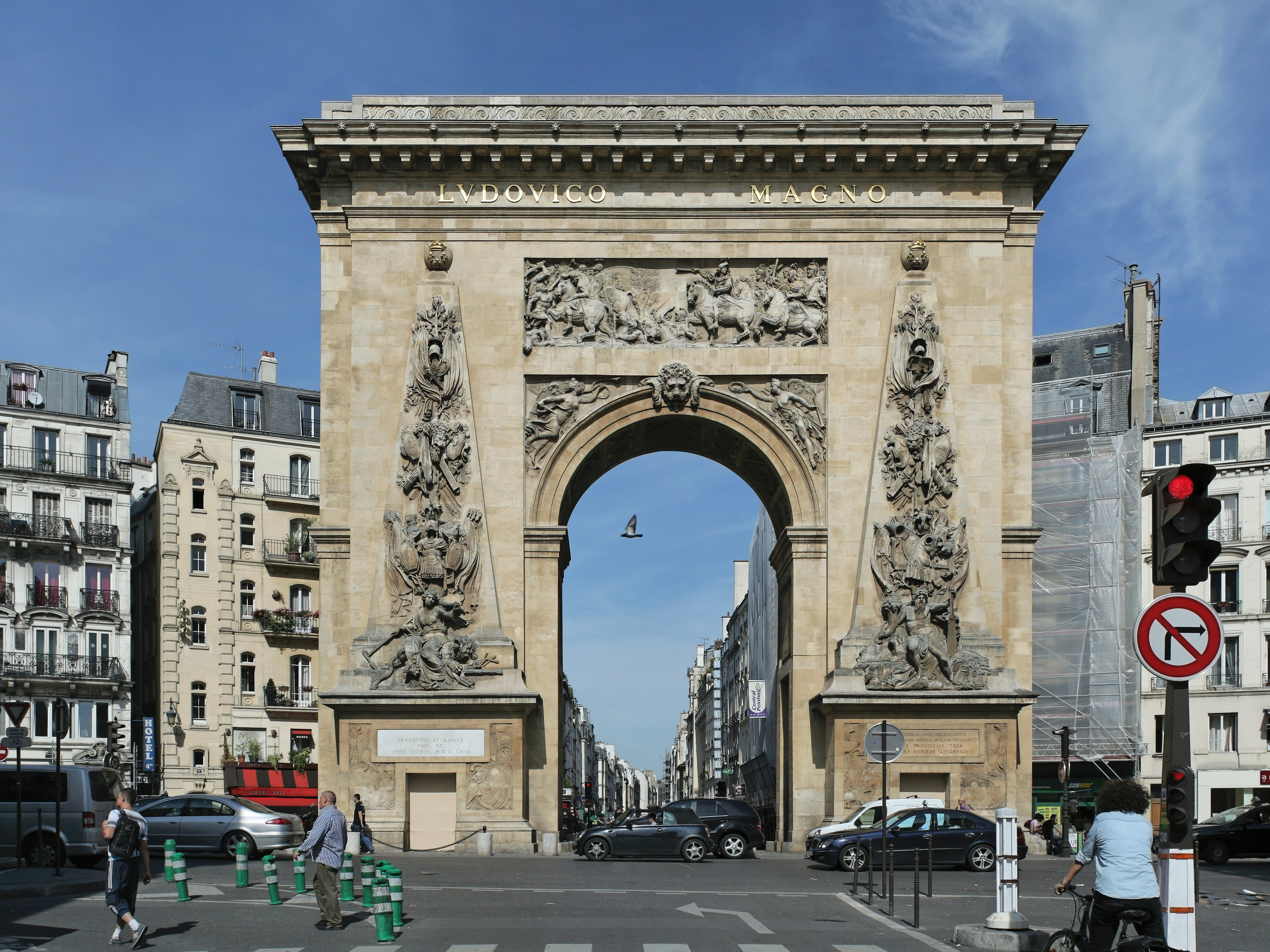
Porte Saint-Denis

Quartier de la Porte-Saint-Denis (čtvrť Brána Saint-Denis) je 38. administrativní čtvrť v Paříži, která je součástí 10. městského obvodu. Má rozlohu 47,2 ha a ohraničují ji ulice Boulevard de Bonne-Nouvelle a Boulevard Saint-Denis na jihu, Rue du Faubourg-Poissonnière na západě, Rue de Chabrol na severu a Boulevard de Strasbourg na východě.
Čtvrť byla pojmenována podle brány Saint-Denis.

## Vývoj počtu obyvatel
| Rok sčítání | Počet obyvatel | Hustota zalidnění (ob./km²) |
| ----------- | -------------- | --------------------------- |
| 1954        | 24 932         | 52 822                      |
| 1962        | 23 874         | 50 581                      |
| 1968        | 20 958         | 44 403                      |
| 1975        | 17 070         | 36 165                      |
| 1982        | 14 940         | 31 653                      |
| 1990        | 14 842         | 31 445                      |
| 1999        | 15 066         | 31 919                      |